# Derek Williams
Derek Williams (ur. 24 listopada 1924 w Cardiff, zm. 19 września 2014) – walijski sportowiec, rugbysta i krykiecista, reprezentant kraju w rugby union, działacz sportowy.
Uczęszczał do Cantonian High School i Cardiff Technical College, następnie studiował w Merton College wchodzącym w skład Oxford University. Wystąpił w barwach uniwersyteckiego zespołu rugby w pierwszym po wojnie Varsity Match przeciwko zespołowi z Cambridge, uczelnię reprezentował także w krykiecie oraz boksie.
W trakcie kariery sportowej reprezentował w latach 1945–1959 Cardiff RFC, dla którego rozegrał 248 spotkań zdobywając 43 przyłożenia – wśród nich były zwycięstwa nad reprezentacjami Nowej Zelandii i Australii. Rozgrywał także mecze dla Neath RFC, London Welsh i Penarth RFC. W barwach Barbarians zagrał zaś przeciwko Leicester Tigers. W latach 1955–1956 rozegrał dwa spotkania dla walijskiej reprezentacji, a jego zdobyte w kontrowersyjnych okolicznościach przyłożenie dało Walijczykom triumf w Pucharze Pięciu Narodów 1956.
Kontynuował także karierę krykiecisty, występował bowiem w zespołach hrabstw Glamorgan i Berkshire, w 1948 roku uczestniczył w końcowym etapie sztafety z ogniem olimpijskim, rok później był natomiast mistrzem hrabstwa w biegu na milę.
Od sezonu 1974/75 był działaczem w Cardiff Athletic Club i aż do śmierci pełnił funkcję jego prezesa. W 2011 roku przyjął zaproszenie do IRB Hall of Fame w imieniu Cardiff RFC i Franka Hancocka.
Przez ponad sześćdziesiąt lat związany był z Ruth, z którą miał czwórkę dzieci.